# Ferslev Sogn (Aalborg Kommune)
 For alternative betydninger, se Ferslev Sogn. (Se også artikler, som begynder med Ferslev Sogn)
Ferslev Sogn er et sogn i Aalborg Vestre Provsti (Aalborg Stift).
I 1800-tallet var Dall Sogn og Volsted Sogn annekser til Ferslev Sogn. Alle 3 sogne hørte til Fleskum Herred i Ålborg Amt. Ferslev-Dall-Volsted sognekommune blev ved kommunalreformen i 1970 indlemmet i Aalborg Kommune.
I Ferslev Sogn ligger Ferslev Kirke.
I sognet findes følgende autoriserede stednavne:
- Bette Mjels (bebyggelse)
- Farbjerg (areal)
- Ferslev (bebyggelse, ejerlav)
- Ferslev Nørhede (bebyggelse)
- Ferslev Østerhede (bebyggelse)
- Ingerhøj (areal)
- Mjels (bebyggelse, ejerlav)
- Nøtten (bebyggelse, ejerlav)
- Præstegårdsmark (bebyggelse)